# 博深实业集团
湖南博深实业集团有限公司（)，简称：博深实业集团，为一家办公注册于湖南省长沙市的控股集团公司，公司涉足行业新材料制造、园区产业、跨境贸易，2019年中国服务业企业500强，博深实业集团排名第360位。2020年中国服务业企业500强，博深实业集团排名第339名。目前湖南博深实业集团有限公司拥有境内外8家独立分子公司。集团公司旗下之「阿治曼中国城」是湖南省一带一路省级重点项目。2014年3月18日，博深实业完成收购阿治曼中国城项目并运营。